# Кабинет Джеймса Монро
Кабинет Джеймса Монро — администрация президента США Джеймса Монро управляющая Соединёнными Штатами Америки с 4 марта 1817 по 4 марта 1825.

## Приход к власти Монро
В последние два года президентства Джеймс Мэдисон пожинал плоды своей возросшей популярности. В немалой степени этому способствовало и начавшееся после войны экономическое процветание США. Шел бурный процесс продвижения поселенцев на запад страны, все активнее осваивались «пионерами» Индиана, Иллинойс, Огайо, северная часть Джорджии, западная часть Северной Каролины, Алабама, Миссисипи, Луизиана и Теннесси. Отблески президентской популярности ощутили на себе и некоторые члены кабинета, и в первую очередь государственный секретарь Джеймс Монро, ставший в 1814 году и военным министром. Оба занимаемых им важнейших кабинетных поста сделали его наиболее вероятным преемником Мэдисона. Единственным серьезным препятствием на пути к президентскому посту стало то, что он, подобно Вашингтону, Джефферсону и Мэдисону, т.е. трём из четырёх предшествующих президентов США, был вирджинцем.
Основной темой предвыборной борьбы стал выдвинутый представителями других штатов тезис о недопустимости и далее отдавать высший государственный пост страны на откуп одним вирджинцам. Но подавляющее большинство голосов выборщиков было все-таки отдано Монро — одному из опытнейших политических деятелей США, участнику Войны за независимость, раненному в сражении при Трентоне, бывшему губернатору Вирджинии и сенатору от этого штата, бывшему дипломатическому посланнику США во Франции и в Англии и члену кабинета министров в администрациях Мэдисона.

## Формирование Кабинета
4 марта 1817 года состоялась инаугурация президента Монро, но президент не спешил формировать кабинет. Пост министра финансов сохранил за собой Уильям Кроуфорд. Последний занял его ещё в администрации Мэдисона и сохранил этот пост на протяжении всего президентства Монро. На пост государственного секретаря был выдвинут посол США в Великобритании Джон Куинси Адамс — сын второго президента США Джона Адамса.